# Veitbaueralm
Die Veitbaueralm (auch Veitbauernalm und Pichleralm) ist eine Alm in der Gemeinde Bad Gastein im österreichischen Bundesland Salzburg.

## Lage und Charakteristik

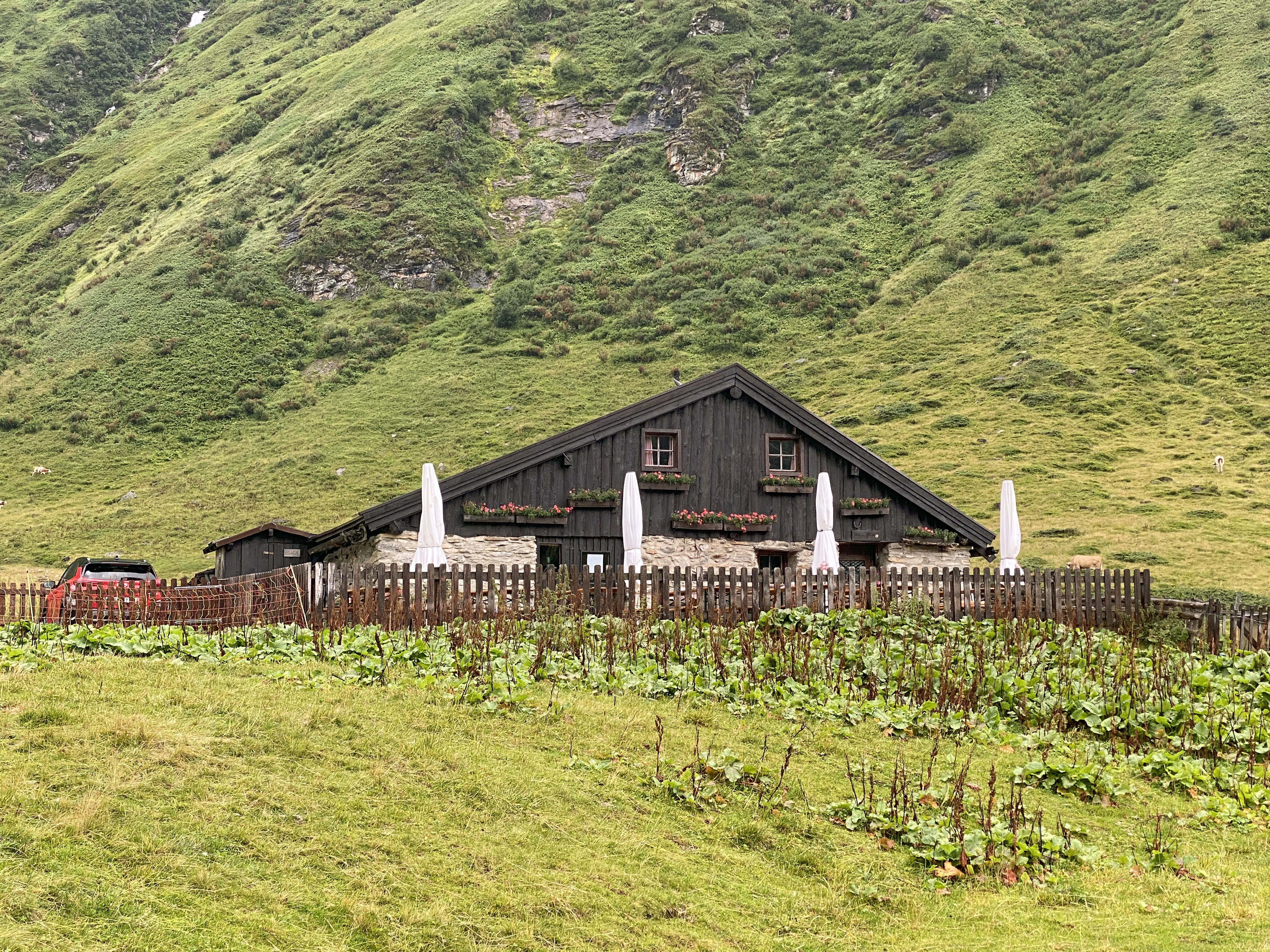
Almhütte der Veitbaueralm

Die Veitbaueralm liegt im Naßfelder Tal an den östlichen Hängen des Wasigen Kopfes in der Goldberggruppe. Sie gehört zur Ortschaft Bad Gastein, zur Katastralgemeinde Böckstein und zum Landschaftsschutzgebiet Gasteiner-Tal.
Eine Almhütte steht auf einer Höhe von 1645 m ü. A. Sie wird witterungsabhängig von Mitte Juni bis Mitte September als Jausenstation betrieben. Daneben befindet sich die Ruine einer weiteren Almhütte mit einem Heuanger. In der Nähe verläuft der Weitwanderweg Rupertiweg. Bei der Veitbaueralm fließt mit dem Höllkarbach ein linksseitiger Nebenbach der Nassfelder Ache. Am Bachufer erstrecken sich Alluvialböden. Im Nordwesten gibt es einen Bestand der Rostblättrigen Alpenrose (Rhododendron ferrugineum) und im Südwesten wächst ein Grünerlen-Buschwald.

## Geschichte
Anstelle der Almhütte der Veitbaueralm stand früher eine Straubinger Almhütte.